# Roztwór nasycony
Roztwór nasycony – roztwór, który w określonych warunkach termodynamicznych (ciśnienie, temperatura) nie zmienia swego stężenia w kontakcie z substancją rozpuszczoną. W praktyce oznacza to, że bez zmian warunków termodynamicznych z roztworu nasyconego nie wytrąca się żaden osad, ale nie można też w nim rozpuścić już więcej substancji.
W roztworze nasyconym, będącym w kontakcie z rozpuszczaną substancją, występuje równowaga dynamiczna, polegająca na tym, że szybkość procesu rozpuszczania i strącania jest dokładnie jednakowa.
Ciekły roztwór nasycony uzyskuje się w laboratoriach zazwyczaj poprzez stopniowe dodawanie rozpuszczanej substancji aż do momentu, gdy jej kolejna porcja już się nie rozpuści. Roztwór nasycony można też otrzymywać przez zmianę warunków termodynamicznych (np. obniżanie temperatury aż do momentu zaobserwowania początków wypadania osadu) lub poprzez powolne odparowywanie rozpuszczalnika.
Bez względu na sposób otrzymania roztwór nasycony w danych warunkach termodynamicznych ma zawsze takie samo stężenie. Stężenie to jest nazywane rozpuszczalnością danej substancji. Informacje o tych stężeniach są gromadzone w rozmaitych bazach danych i poradnikach fizyko-chemicznych.
Stosując rozmaite techniki spowalniające lub blokujące proces krystalizacji, np. bardzo powolne schładzanie idealnie czystego roztworu, możliwe jest uzyskanie roztworu przesyconego, tzn. takiego, który ma wyższe stężenie niż roztwór nasycony. Roztwory przesycone są bardzo niestabilne i po otrzymaniu z otoczenia dowolnego impulsu wywołującego krystalizację, np. wrzucenie do niego małego kryształka albo lekkie wstrząśnięcie, z roztworu takiego szybko wytrąca się nadmiar substancji do momentu uzyskania stężenia roztworu nasyconego.